# Logan Couture
Pour les articles homonymes, voir Couture (homonymie).
Logan Couture (né le 28 mars 1989 à Guelph, Ontario, au Canada) est un joueur professionnel canadien de hockey sur glace. Il est le petit-fils du musicien canadien Bob Couture.

## Biographie

### Son enfance
Logan est le fils de Lori et de Chet Couture, un arbitre de la National Lacrosse League. Son grand-père paternel est un musicien du Canada, Bob Couture, alors que son autre grand-père est Cy Lemon, un membre du temple de la renommée du Canada de Lacrosse. Lori et Chet habitent à Guelph en Ontario, ils se marient en 1982 et sept ans plus tard, ils ont un enfant, Logan, le 28 mars 1989. La famille emménage à London en 1991 et Logan a un frère cadet, Judson.

### Carrière junior
Il est considéré, lors du classement préliminaire d'octobre 2006 en vue du repêchage d'entrée 2007 de la Ligue nationale de hockey, comme l'espoir le mieux classé par les dépisteurs de l'International Scouting Service (ISS). Il est finalement repêché en 9e position lors de la première ronde par les Sharks de San José. Il participe avec l'équipe LHO au Défi ADT Canada-Russie en 2006, 2007 et 2008.
Lors de la saison 2008-2009, il termine neuvième meilleur pointeur de la saison avec quatre-vingt-sept points en une soixantaine de rencontres jouées ; il aide son équipe à terminer deuxième de la division Est mais ils sont éliminés dès le premier tour contre les IceDogs de Niagara. Il joue également au cours de cette saison avec les Sharks de Worcester dans la Ligue américaine de hockey, équipe affiliée à San José dans la LNH. Il participe ainsi à quatre rencontres de la saison puis il joue les douze rencontres des séries de la Coupe Calder alors que les Sharks perdent au deuxième tour 4-2 contre les Bruins de Providence.

### Carrière professionnelle
Au début de la saison suivante, il joue toujours dans la LAH et inscrit au minimum un point au cours de vingt-et-un de ses vingt-quatre premiers matchs du calendrier. En décembre, il est nommé joueur recrue du mois à égalité avec son coéquipier, Benn Ferriero. Il est sélectionné en cours de saison pour jouer le Match des étoiles de la LAH avec la sélection du Canada et inscrit un but. À la fin de la saison, il est le troisième meilleur pointeur des recrues avec trente-trois points et est élu dans l'équipe d'étoiles des recrues de la saison. Alors que son équipe termine la saison en tête de sa division, il finit la saison avec San José dans la LNH.
Il joue l'intégralité de la saison 2010-2011 avec la franchise de la LNH et à l'issue de celle-ci les Sharks terminent à la première place de leur division, deuxième de l'association. Couture manque trois rencontres sur l'ensemble de la saison et inscrit une cinquantaine de points. Au cours des séries, les Sharks battent les Kings de Los Angeles en première ronde  4-2 puis les Red Wings de Détroit 4-3 avant de perdre en finale d'association contre la meilleure équipe de la saison régulière : les Canucks de Vancouver en cinq rencontres. Couture est en compétition avec Michael Grabner des Islanders de New York et de Jeff Skinner des Hurricanes de la Caroline pour recevoir le trophée Calder de la meilleure recrue de la saison ; finalement, Skinner remporte le trophée mais Couture est tout de même nommé dans l'Équipe d'étoiles des recrues de la saison.
Lors du lock-out 2012, il est recruté par le Genève-Servette évoluant en LNA, première division suisse. Il devient rapidement meilleur pointeur de l'équipe avec 23 points en 22 matchs. Il joue vingt-et-un matchs avec l’équipe genevoise avant de rentrer au Canada pour des raisons privées. Le lendemain, il annonce son intention de ne pas revenir jouer en Suisse.

## Statistiques

### En club
| Saison     | Équipe              | Ligue      |     | Saison régulière | Saison régulière | Saison régulière | Saison régulière | Saison régulière |    | Séries éliminatoires | Séries éliminatoires | Séries éliminatoires | Séries éliminatoires | Séries éliminatoires |                    |     |   |   |   |   |   |   |   |   |   |   |
| Saison     | Équipe              | Ligue      | PJ  | B                | A                | Pts              | Pun              | PJ               | B  | A                    | Pts                  | Pun                  |                      |                      |                    |     |   |   |   |   |   |   |   |   |   |   |
| 2005-2006  | 67's d'Ottawa       | LHO        | 65  | 25               | 39               | 64               | 22               | 6                | 3  | 4                    | 7                    | 0                    |                      |                      |                    |     |   |   |   |   |   |   |   |   |   |   |
| 2006-2007  | 67's d'Ottawa       | LHO        | 54  | 26               | 52               | 78               | 24               | 5                | 1  | 7                    | 8                    | 4                    |                      |                      |                    |     |   |   |   |   |   |   |   |   |   |   |
| 2007-2008  | 67's d'Ottawa       | LHO        | 51  | 21               | 37               | 58               | 37               | 4                | 2  | 1                    | 3                    | 0                    |                      |                      |                    |     |   |   |   |   |   |   |   |   |   |   |
| 2008-2009  | 67's d'Ottawa       | LHO        | 62  | 39               | 48               | 87               | 46               | 7                | 3  | 7                    | 10                   | 6                    |                      |                      |                    |     |   |   |   |   |   |   |   |   |   |   |
| 2008-2009  | Sharks de Worcester | LAH        | 4   | 0                | 0                | 0                | 7                | 12               | 2  | 1                    | 3                    | 11                   |                      |                      |                    |     |   |   |   |   |   |   |   |   |   |   |
| 2009-2010  | Sharks de Worcester | LAH        | 42  | 20               | 33               | 53               | 12               | -                | -  | -                    | -                    | -                    |                      |                      |                    |     |   |   |   |   |   |   |   |   |   |   |
| 2009-2010  | Sharks de San José  | LNH        | 25  | 5                | 4                | 9                | 6                | 15               | 4  | 0                    | 4                    | 4                    |                      |                      |                    |     |   |   |   |   |   |   |   |   |   |   |
| 2010-2011  | Sharks de San José  | LNH        | 79  | 32               | 24               | 56               | 41               | 18               | 7  | 7                    | 14                   | 2                    |                      |                      |                    |     |   |   |   |   |   |   |   |   |   |   |
| 2011-2012  | Sharks de San José  | LNH        | 80  | 31               | 34               | 65               | 16               | 5                | 1  | 3                    | 4                    | 0                    |                      |                      |                    |     |   |   |   |   |   |   |   |   |   |   |
| 2012-2013  | Genève-Servette HC  | LNA        | 21  | 7                | 16               | 23               | 10               | -                | -  | -                    | -                    | -                    |                      |                      |                    |     |   |   |   |   |   |   |   |   |   |   |
| 2012-2013  | Sharks de San José  | LNH        | 48  | 21               | 16               | 37               | 4                | 11               | 5  | 6                    | 11                   | 0                    |                      |                      |                    |     |   |   |   |   |   |   |   |   |   |   |
| 2013-2014  | Sharks de San José  | LNH        | 65  | 23               | 31               | 54               | 20               | 7                | 1  | 2                    | 3                    | 7                    |                      |                      |                    |     |   |   |   |   |   |   |   |   |   |   |
| 2014-2015  | Sharks de San José  | LNH        | 82  | 27               | 40               | 67               | 12               | -                | -  | -                    | -                    | -                    |                      |                      |                    |     |   |   |   |   |   |   |   |   |   |   |
| 2015-2016  | Sharks de San José  | LNH        | 52  | 15               | 21               | 36               | 20               | 24               | 10 | 20                   | 30                   | 8                    |                      |                      |                    |     |   |   |   |   |   |   |   |   |   |   |
| 2016-2017  | Sharks de San José  | LNH        | 73  | 25               | 27               | 52               | 12               | 6                | 2  | 1                    | 3                    | 0                    |                      |                      |                    |     |   |   |   |   |   |   |   |   |   |   |
| 2017-2018  | Sharks de San José  | LNH        | 78  | 34               | 27               | 61               | 18               | 10               | 4  | 8                    | 12                   | 4                    |                      |                      |                    |     |   |   |   |   |   |   |   |   |   |   |
| 2018-2019  | Sharks de San José  | LNH        | 81  | 27               | 43               | 70               | 22               | 20               | 14 | 6                    | 20                   | 6                    |                      |                      |                    |     |   |   |   |   |   |   |   |   |   |   |
| 2019-2020  | Sharks de San José  | LNH        | 52  | 16               | 23               | 39               | 18               | -                | -  | -                    | -                    | -                    |                      |                      |                    |     |   |   |   |   |   |   |   |   |   |   |
| 2020-2021  | Sharks de San José  | LNH        | 53  | 17               | 14               | 31               | 25               | -                | -  | -                    | -                    | -                    |                      |                      |                    |     |   |   |   |   |   |   |   |   |   |   |
| 2021-2022  | Sharks de San José  | LNH        | 77  | 23               | 33               | 56               | 18               | -                | -  | -                    | -                    | -                    |                      |                      |                    |     |   |   |   |   |   |   |   |   |   |   |
| 2022-2023  | Sharks de San José  | LNH        | 82  | 27               | 40               | 67               | 19               | -                | -  | -                    | -                    | -                    |                      | 2023-2024            | Sharks de San José | LNH | 6 | 0 | 1 | 1 | 4 | - | - | - | - | - |
| Totaux LNH | Totaux LNH          | Totaux LNH | 933 | 323              | 378              | 701              | 255              | 116              | 48 | 53                   | 101                  | 31                   |                      |                      |                    |     |   |   |   |   |   |   |   |   |   |   |

### En équipe nationale
| Année | Équipe     | Évènement                    |   | PJ | B | A | Pts | Pun       |  | Résultat |
| 2007  | Canada U18 | Championnat du monde -18 ans | 6 | 2  | 2 | 4 | 2   | 4e place  |  |          |
| 2016  | Canada     | Coupe du monde               | 6 | 1  | 3 | 4 | 0   | Vainqueur |  |          |

## Trophées et honneurs personnels

### Ligue de hockey de l'Ontario
- 2005-2006 : seconde équipe d'étoiles de la LHO[18]

### Ligue nationale de hockey
- 2010-2011 : 
  - sélectionné dans l'équipe d’étoiles des recrues[19]
  - finaliste du trophée Calder (meilleure recrue de l'année)
  - nommé recrue du mois de décembre en 2010
- 2011-2012 : participe au 59e Match des étoiles de la LNH
- 2015-2016 : remporte le trophée Clarence-S.-Campbell avec les Sharks de San José (vainqueurs de la finale de l'association de l'Ouest)
- 2019-2020 : invité au 65e Match des étoiles de la LNH mais n'y participe pas en raison d'une blessure